# Jourdain de Laron
Pour les articles homonymes, voir Jourdain (homonymie).
Jourdain de Laron, ou Léron ou Loron, est évêque de Limoges de janvier 1023, probablement, à sa mort, le 29 octobre 1051 ou 1052.

## Biographie
Jourdain de Laron est né à la fin du Xe siècle, dans une famille noble importante du Limousin,. Il est le fils de Géraud et d’Adalgarde,, encore citée en 1027,,.

### Élection
Prévôt de Saint-Léonard-de-Noblat,, il est élu évêque de Limoges, probablement en 1023, par la volonté du duc d’Aquitaine Guillaume V,,, alors qu'il n'est encore que sous-diacre,.
Cette élection est un tournant dans l'histoire de l'évêché de Limoges, car contrairement à ses quatre prédécesseurs immédiats, Jourdain n'est pas un proche parent des ducs d'Aquitaine ou des vicomtes de Limoges,.

### Ordination et conflit
Il est ordonné diacre et prêtre à l’abbaye de Saint-Jean-d’Angély le samedi de la mi-carême et évêque le lendemain par l’évêque de Saintes Islon, l’archevêque de Bordeaux, et d'autres évêques, mais en l'absence de l'archevêque métropolitain de l'évêché de Limoges, l’archevêque de Bourges Gauzlin de Fleury.
L'absence du métropolitain lors de l'ordination épiscopale de Jourdain donne lieu à une contestation de cette ordination, examinée lors d'un concile tenu à Paris. Jourdain est défendu par l'abbé de Saint-Martial de Limoges, mais, son principal soutien, le duc d'Aquitaine Guillaume V, ayant écrit des lettres injurieuses pour le roi de France Robert II le Pieux, le concile suspend Jourdain et frappe d’excommunication tout le Limousin,. Pour obtenir le pardon, Jourdain vient pieds nus le demander à l’archevêque Gauzlin et se rend ensuite en pèlerinage a Jérusalem,,.

### Martial de Limoges
Dans une lettre qu'il écrit au pape Benoît VIII en juin 1024, Jourdain affirme que, d'après la tradition, Martial de Limoges n’a pas fondé l’Église de Limoges et que c’est l’abbé de Saint-Martial qui est à l’origine de cette légende. 
Le successeur de Benoit, Jean XIX, lui répond qu'il a tort. Jourdain s’incline devant cet avis du pape. Revenu de Jérusalem, Jourdain déclare officiellement que Martial de Limoges est le fondateur de l’Église de Limoges et confirme cette position quelque temps plus tard le 18 novembre 1031. Il décrète que Martial est un apôtre. L'année suivante, en 1032, il participe à un concile régional réuni à Poitiers.

### Accord sur les futures élections épiscopales
En 1045 et 1051, Jourdain, grâce à un accord avec Guillaume VII d'Aquitaine, établit que l'élection des futurs évêques de Limoges appartiendra au chapitre de la cathédrale Saint-Étienne de Limoges,. Cet accord permettra la succession sur le siège épiscopal de Limoges de plusieurs évêques issus, comme Jourdain, de la petite noblesse locale.
Jourdain meurt le 29 octobre 1051 selon Adémar de Chabannes. Il est enterré dans l’abbaye Saint-Augustin-lès-Limoges,.